# David Benjamin Bathurst
Sir (David) Benjamin Bathurst, GCB (* 27. Mai 1936) ist ein ehemaliger britischer Seeoffizier der Royal Navy, der von 1991 bis 1993 Vize-Chef des Verteidigungsstabes (Vice-Chief of the Defence Staff) sowie zuletzt als Flottenadmiral (Admiral of the Fleet) zwischen 1993 und 1995 Erster Seelord (First Sea Lord) war.

## Leben

### Ausbildung und Verwendungen als Seeoffizier
David Benjamin Bathurst, der üblicherweise mit seinem mittleren Vornamen Benjamin angesprochen wird, war ein Sohn von Peter Bathurst, der als Oberst (Group Captain) in der Royal Air Force (RAF) diente, sowie dessen Ehefrau Elizabeth Ann Temple-Gore-Langton, einer Enkeln des Politikers William Temple-Gore-Langton, 4. Earl Temple of Stowe. Er selbst begann nach dem Besuch des renommierten Eton College 1953 als Seekadett eine Ausbildung zum Seeoffizier am Royal Naval College in Dartmouth, die er 1955 als Fähnrich zur See (Midshipman) abschloss. Im Anschluss folgte zwischen 1955 und 1956 eine Verwendung an Bord des Flugzeugträgers Bulwark, mit der er in Küstengewässern sowie 1956 während der Operation Musketier in der Sueskrise operierte. Danach folgten zwischen 1957 und 1959 wiederum Einsätze in Küstengewässern an Bord der U-Boote Sturdy und Talent sowie des Minensuchbootes Woolston, mit dem er auch im Mittelmeer zum Einsatz kam. Während dieser Zeit wurde er am 1. Januar 1957 zum Leutnant zur See (Sub-Lieutenant) sowie am 1. Februar 1959 zum Kapitänleutnant (Lieutenant) befördert.
Anschließend absolvierte Benjamin Bathurst von 1960 bis 1962 eine Pilotenausbildung bei den Marinefliegern (Fleet Air Arm) und diente im Anschluss zwischen 1962 und 1963 als Pilot bei der 815 Naval Air Squadron sowie an Bord des Zerstörers HMS Devonshire, mit dem er Einsatzfahrten in Küstengewässern, im Mittelmeer sowie in der Karibik vor den USA und den Westindischen Inseln unternahm. Nach seiner Rückkehr war er 1964 zunächst selbst Fluglehrer bei den Marinefliegern sowie im Anschluss von 1965 bis 1967 im Rahmen eines Austauschprogramms Flugausbilder bei der No. 727 Squadron und der No. 725 Squadron der Royal Australian Navy.

### Verwendungen als Stabsoffizier

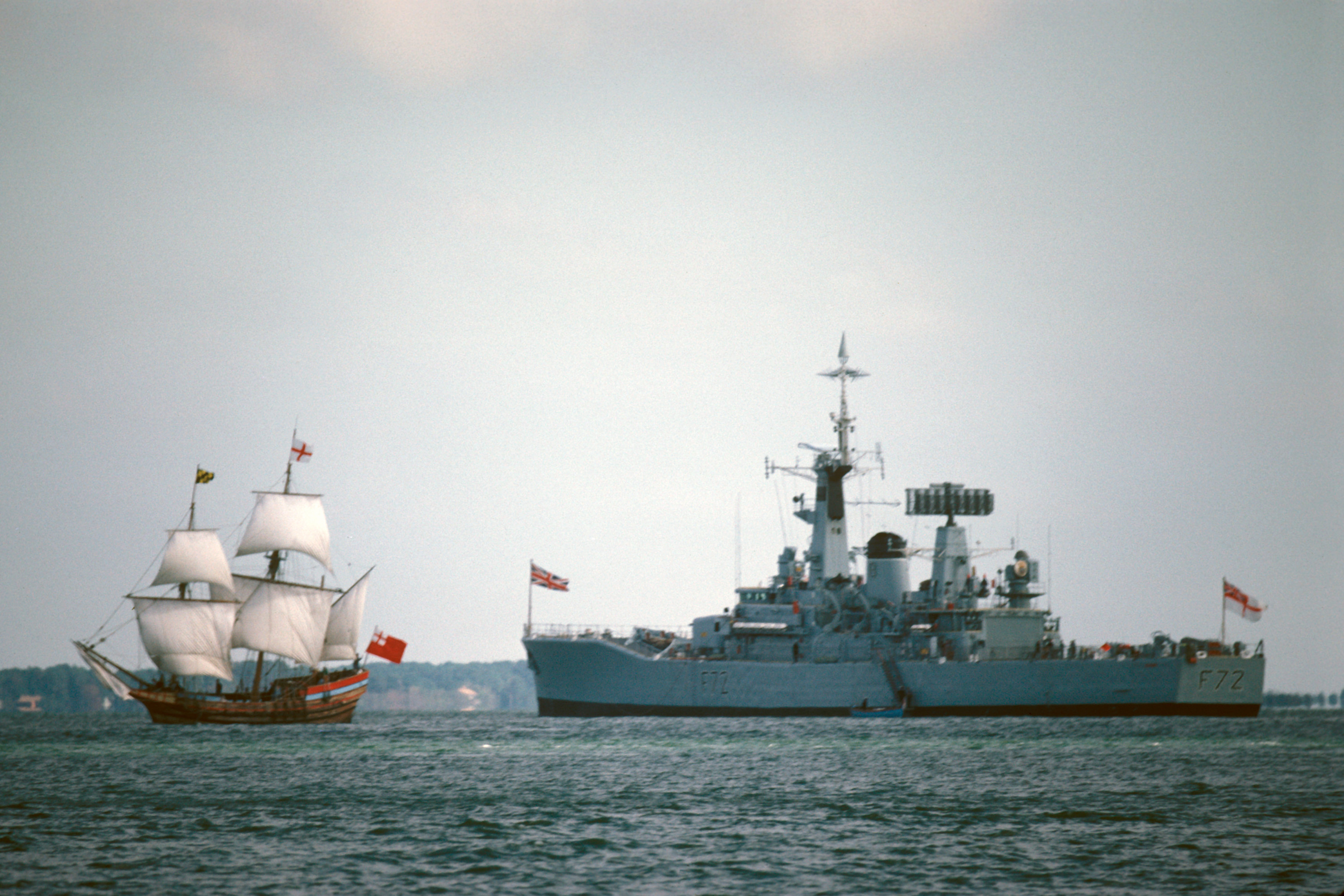
Im März 1975 übernahm Kapitän zur See Benjamin Bathurst als Kommandant der zur Leander-Klasse gehörenden Fregatte HMS Ariadneerstmals ein eigenes Schiffskommando.

Nach seiner Rückkehr wurde Bathurst am 1. Februar 1967 zum Korvettenkapitän (Lieutenant Commander) befördert und als Pilot zur 820 Naval Air Squadron versetzt, mit der er an Bord des Flugzeugträgers Eagle von 1967 bis 1968 zum Einsatz in Küstengewässern sowie im Fernen Osten kam. Im Februar 1969 wurde er Kommandeur der in Nordirland eingesetzten 819 Naval Air Squadron. Nach seiner Beförderung zum Fregattenkapitän (Commander) am 30. Juni 1970 erfolgte seine Versetzung in Verteidigungsministerium, in dem er von 1970 und 1971 als Stabsoffizier in der Abteilung für Marinerekrutierung tätig war. Danach folgte von Februar 1971 bis Februar 1973 eine Verwendung als Erster Offizier des in Küstengewässern eingesetzten Zerstörers Norfolk, ehe er zwischen 1973 und März 1975 wieder als Stabsoffizier im Verteidigungsministerium zum Einsatz kam, und zwar diesmal im Marinestab (Naval Staff) sowie in der Abteilung für Marineflieger.
Während dieser Zeit erfolgte am 31. Dezember 1974 die Beförderung von Benjamin Bathurst zum Kapitän zur See (Captain), woraufhin er im März 1975 erstmals ein eigenes Schiffskommando übernahm, und zwar als Kommandant der im Mittelmeer eingesetzten zur Leander-Klasse gehörenden Fregatte HMS Ariadne. Danach war er zwischen Mai 1976 und 1977 zunächst Marineassistent des Ersten Seelord (Naval Assistant to First Sea Lord), Admiral of the Fleet Edward Beckwith Ashmore, sowie im Anschluss von 1977 bis Juni 1978 von Admiral of the Fleet Terence „Terry“ Thornton Lewin. Im September 1978 wurde er Kommodore des in Küstengewässern operierenden 5. Fregattengeschwaders (5th Frigate Squadron) sowie in Personalunion bis Dezember 1980 zugleich Kommandant der Fregatte HMS Minerva. Nachdem er 1981 das Royal College of Defence Studies (RCDS) absolviert hatte, kehrte er im Januar 1982 ins Verteidigungsministerium zurück und übernahm dort bis September 1983 den Posten als Direktor der Abteilung für Marineflieger und Marineluftkriegsführung.

### Aufstieg zumAdmiral of the Fleetund Erster Seelord
Mit Wirkung vom 10. Oktober 1983 wurde Benjamin Bathurst zum Konteradmiral (Rear-Admiral) befördert und übernahm daraufhin im Oktober 1983 von Konteradmiral Robert Gerken den Posten als Kommandierender Flaggoffizier der in den Westindischen Inseln eingesetzten Zweiten Flottille (Flag Officer, Second Flotilla). Diesen Posten bekleidete er bis April 1985, worauf Konteradmiral William Richard Scott Thomas sein Nachfolger wurde. Er selbst wurde im Anschluss im Mai 1985 abermals Nachfolger von Konteradmiral Robert Gerken, und zwar nunmehr als Generaldirektor der Abteilung Marinepersonal und Ausbildung im Verteidigungsministerium, und hatte diese Funktion bis zu seiner Ablösung durch Konteradmiral Brian Thomas Brown im November 1986 inne.
Nachdem Bathurst mit Wirkung vom 22. Dezember 1986 zum Vizeadmiral (Vice-Admiral) befördert worden war, übernahm er von Vizeadmiral Anthony Tippet im Dezember 1986 den Posten als Chef für Flottenunterstützung (Chief of Fleet Support) und hatte diesen bis zu seiner Ablösung durch Vizeadmiral Jock Slater im März 1989 inne. Am 13. Juni 1987 wurde er zum Knight Commander des Order of the Bath (KCB) geschlagen und führte seither den Namenszusatz „Sir“. Im April 1989 wurde er als Admiral Oberkommandierender der Flotte CINCFLEET (Commander-in-Chief, The Fleet) und damit Nachfolger von Admiral Julian Oswald. Er verblieb in dieser Verwendung bis Januar 1991 und wurde daraufhin abermals von Admiral Jock Slater abgelöst. Während dieser Zeit wurde er am 31. Dezember 1990 zum Knight Grand Cross des Order of the Bath (GCB) erhoben.
Im März 1991 trat Admiral Bathurst die Nachfolge von General Richard Vincent als Vize-Chef des Verteidigungsstabes der Streitkräfte (Vice-Chief of the Defence Staff) an und bekleidete diese Funktion bis März 1992, woraufhin erneut Admiral Jock Slater sein Nachfolger wurde. Zuletzt wurde er im März 1992 Nachfolger von Admiral of the Fleet Julian Oswald als Erster Seelord (First Sea Lord) sowie zugleich als Chef des Marinestabes (Chief of the Naval Staff). Er war ferner Erster Aide-de-camp von Königin Elisabeth II. für die Marine. Er bekleidete diese Funktionen bis zu seiner abermaligen Ablösung durch Admiral Jock Slater im Juli 1995 und wurde mit seinem gleichzeitigen Eintritt in den Ruhestand noch zum Flottenadmiral (Admiral of the Fleet) befördert.
Nach seinem Ausscheiden aus dem aktiven Militärdienst wurde Benjamin Bathurst am 27. August 1996 zunächst Deputy Lieutenant sowie am 18. Februar 1999 zugleich Vize-Lord Lieutenant der Grafschaft Somerset.
David Benjamin Bathurst ist seit dem 29. August 1959 mit Sarah Christian Pandora Peto, Tochter von Major Basil Arthur John Peto und dessen Patricia Geraldine Browne sowie Enkelin des langjährigen Unterhausabgeordneten Basil Peto, verheiratet. Aus dieser Ehe gingen die drei Töchter Alice Patricia, Anna Christian und Lucilla Ruby Bathurst sowie der Benjamin John Bathurst, der als Generalmajor seit 2016 Kommandeur der Gardedivision sowie Kommandierender General des Militärbezirks London (Major General Commanding the Household Division and General Officer Commanding London District) ist.